# 남조선해방전략당 사건
남조선해방전략당 사건은 1968년 박정희 정권 시절 진보경제학자이었던 권재혁 등 12명에게 "국가 전복·공산주의 혁명을 목적으로 하는 반국가단체 남조선해방전략당을 구성하고 내란을 예비음모했다"고 하는 간첩사건으로 조작된 공안사건이다.

## 사건
남조선해방전략당 사건은 박정희 정부때인 1968년 정보기관인 중앙정보부가 통일혁명당 사건을 수사하면서 1968년 7월 30일에 권재혁 등 13명을 강제 연행해 30∼53일간 불법구금하고 고문과 가혹행위로 허위 진술을 강요하여 이들의 친목모임에 대해 남조선해방전략당이라고 하면서 8월 24일 '간첩사건'이라고 발표한 사건이다. 
연행된 사람들은 국가보안법 위반과 반공법 위반, 내란음모 등의 혐의로 기소되어 징역 7년에서 사형을 각각 선고받았다. 반국가단체 구성 및 수괴죄, 내란예비음모죄, 간첩죄가 적용돼 1969년 9월 대법원에서 사형이 확정된 권재혁은 두 달 만인 11월 4일 교수형 집행됐고 이일재는 무기징역을 선고받은 뒤 20년동안 수감되어있다 1988년 8·15 특별사면으로 석방, 이강복은 징역 10년형을 선고받고 대전교도소에 복역 중 1971년 10월 암으로 옥중에서 사망했다.
이후 시민단체에서 진상규명을 요구하는 목소리가 계속되었고 진실과 화해를 위한 과거사정리위원회는 2009년 10월 12일에 "남조선해방전략당 사건은 1968년 중앙정보부가 권재혁 등 13명을 강제 연행한 뒤 불법구금과 가혹행위를 통해 조작한 사건이다"고 하면서 국가에 피해자 보상과 재심을 권고했다.
서울고등법원 형사3부(부장판사 강영수)는 남조선해방 전략당 사건으로 징역 3년 자격정지 3년 집행유예 5년을 선고받은 고인이 된 나경일의 부인 임모(84)씨 등 유가족 5명이 낸 재심에서 나경일에 대해 무죄를 선고했다.
대법원 3부(주심 박보영 대법관)는 내란예비음모와 간첩 등의 혐의로 기소돼 사형을 선고받은 권재혁의 유족이 청구한 재심에서 권재혁에게 무죄를 선고했다.
서울중앙지법 민사합의10부(부장 이은희)는 "남조선해방전략당 사건의 권재혁 유족에게 35억원, 7년~무기징역 형을 받은 이일재 등 3명의 유족들에게 8억~14억여원씩을 지급하라"고 했다.
문재인 정부가 출범한 이후 문재인 대통령이 임명한 문무일 검찰총장은 이 사건에서 재심을 청구하지 않은 피고인에 대해서도 형사소송법에 의해 직권으로 재심을 청구하기로 했다.